# Bronisław Kałwak
Bronisław Kałwak (ur. 26 października 1930 w Strojcu, zm. 22 maja 1998) – polski zootechnik, poseł na Sejm PRL IV i V kadencji.

## Życiorys
Uzyskał wykształcenie wyższe, uzyskując tytuł inżyniera zootechnika. Pracował na stanowisku dyrektora klucza Państwowych Gospodarstw Rolnych w Wysokiej. W 1965 i 1969 uzyskiwał mandat posła na Sejm PRL w okręgu Bartoszyce z ramienia Polskiej Zjednoczonej Partii Robotniczej. Przez dwie kadencje zasiadał w Komisji Rolnictwa i Przemysłu Spożywczego. Odznaczony Złotym Krzyżem Zasługi.
Pochowany na cmentarzu parafialnym przy ul. Wołuszewskiej w Ciechocinku wraz z Heleną Głuchowską (1939–2015).